# Lijst van beelden in Flevoland
Hieronder een overzicht van lijsten van beelden per gemeente in de provincie Flevoland.
- Lijst van beelden in Almere
- Lijst van beelden in Dronten
- Lijst van beelden in Lelystad
- Lijst van beelden in Noordoostpolder
- Lijst van beelden in Urk
- Lijst van beelden in Zeewolde

Drenthe ·
Flevoland ·
Friesland ·
Gelderland ·
Groningen ·
Limburg ·
Noord-Brabant ·
Noord-Holland ·
Overijssel ·
Utrecht ·
Zeeland ·
Zuid-Holland